# Кохоа сапфіровий
Кохо́а сапфіровий (Cochoa beccarii) — вид горобцеподібних птахів родини дроздових (Turdidae). Ендемік Індонезії. Вид названий на часть італійського ботаніка і мандрівника Одоардо Беккарі.

## Опис
Довжина птаха становить 28 см. Виду притаманний статевий диморфізм. Самці мають переважно чорне забарвлення, верхня частина голови у них сапфірово-синя, на крилах і біля основи хвоста у них сапфірово-сині плями. Самиці мають чорнувате забарвлення, щоки і горло у них охристі.

## Поширення і екологія
Сапфірові кохоа є ендеміками гір Барісан на заході Суматри. Вони живуть у вологих гірських тропічних лісах. Зустрічаються на висоті від 1000 до 2000 м над рівнем моря.

## Збереження
МСОП класифікує цей вид як вразливий. За оцінками дослідників, популяція сапфірових кохоа становить від 3500 до 15000 птахів. Їм загрожує знищення природного середовища.